# 兴文世界地质公园
兴文世界地质公园位于中国四川省宜宾市兴文县，处于四川盆地与云贵高原过渡地带，总面积约156平方公里。地质公园内广布石灰岩，形成了特有喀斯特地貌。其地质遗迹主要有：二叠纪地质剖面、地表喀斯特地形、天坑、溶洞、洞穴堆积物、瀑布、溶蚀峡谷、古生物化石、风暴岩沉积等。其中最著名的是天坑，是中国发现和研究天坑最早的地方。
2005年2月11日被联合国教科文组织批准为第二批世界地质公园。
兴文世界地质公园是在兴文石海国家地质公园的基础上扩展升级而来的，同时也以石海洞乡风景名胜区的名义列为中国国家重点风景名胜区。